# يوسوف مامادو بادجي
يوسوف مامادو بادجي (بالفرنسية: Youssouph Mamadou Badji)‏ (مواليد 20 ديسمبر 2001) هو لاعب كرة قدم سينغالي يلعب كمهاجم في نادي كلوب بروج.

## روابط خارجية
- يوسوف مامادو بادجي على موقع قاعدة بيانات كرة القدم.إي يو (الإنجليزية)
- يوسوف مامادو بادجي على موقع ناشيونال فوتبول تيمز (الإنجليزية)
- يوسوف مامادو بادجي على موقع Soccerway.com (الإنجليزية)
- يوسوف مامادو بادجي على موقع عالم كرة القدم.نت (الإنجليزية)